# L'Homme dans le tiroir
L'Homme dans le tiroir (titre original : Rembrandt's Hat) est un recueil de huit nouvelles écrites par Bernard Malamud et parues dans divers magazines (The Atlantic, Esquire, Playboy, Harper's et The New Yorker) entre avril 1968 et mars 1973.
Le livre a été publié pour la première fois en 1973 par Farrar, Straus and Giroux. En France, il paraît en 1980 avec un ordre d'apparition des nouvelles différent de l'édition originale.

## Liste des nouvelles du recueil
Dans l'ordre d'apparition de l'édition originale :
- La Couronne d'argent ((en) The Silver Crown, 1972)
- L'Homme dans le tiroir ((en) Man in the Drawer, 1968)
- La Lettre ((en) The Letter, 1972)
- La Retraite ((en) In Retirement, 1973)
- Le Chapeau de Rembrandt ((en) Rembrandt's Hat, 1973)
- Billets de dame à une soirée ((en) Notes from a Lady at a Dinner Party, 1973)
- Mon fils l'assassin ((en) My Son the Murderer, 1968)
- Le Cheval qui parle ((en) Talking Horse, 1972)